# Bajza utca metróállomás
A Bajza utca a budapesti kisföldalatti (hivatalos nevén: M1-es metróvonal) egyik állomása, a Kodály körönd és a Hősök tere között.

## Átszállási kapcsolatok
| Bajza utca | 105, 210, 210B |  |

## Galéria

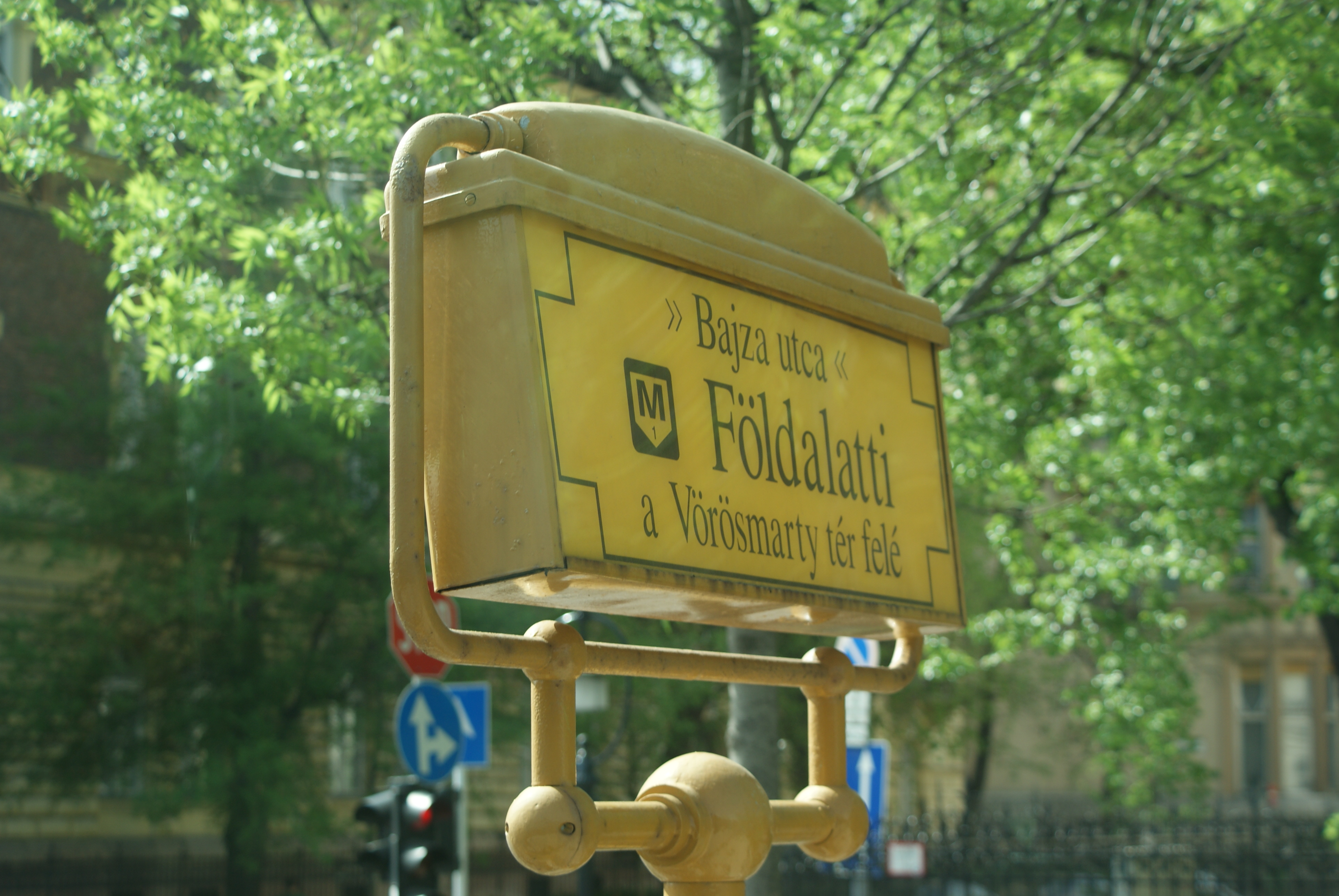
Felszíni állomásnév-tábla
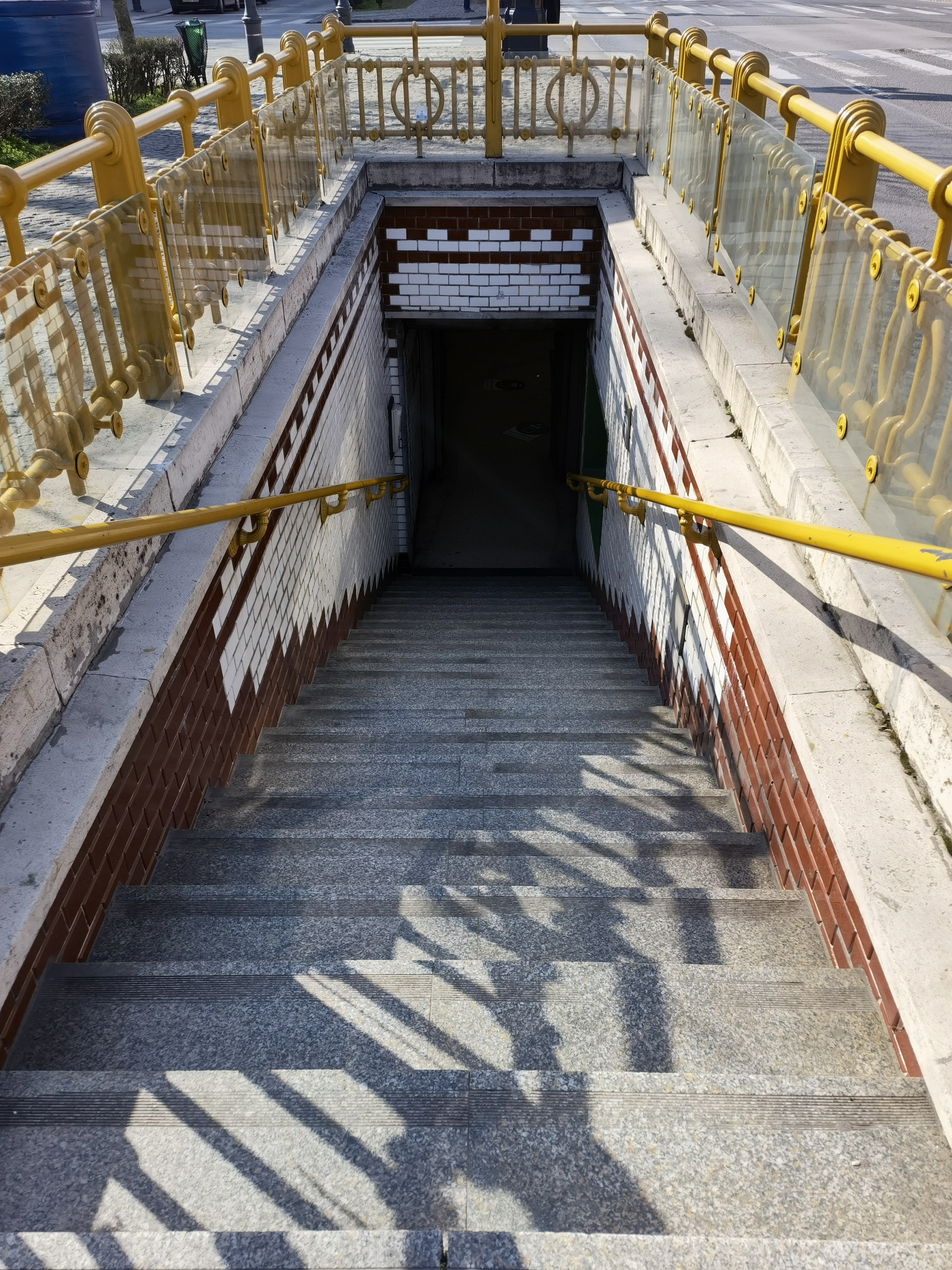
Az állomás lejárója az Andrássy úton
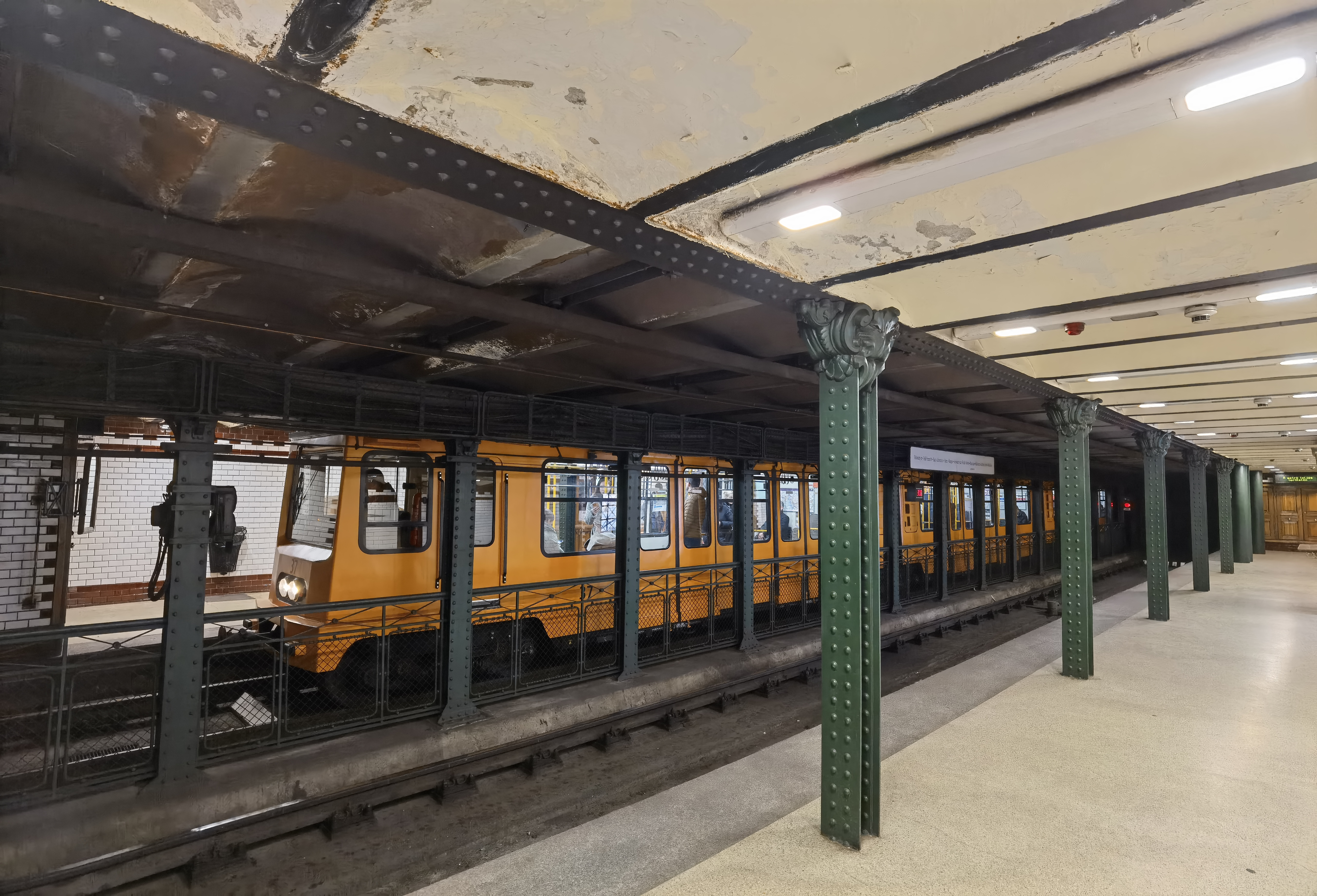
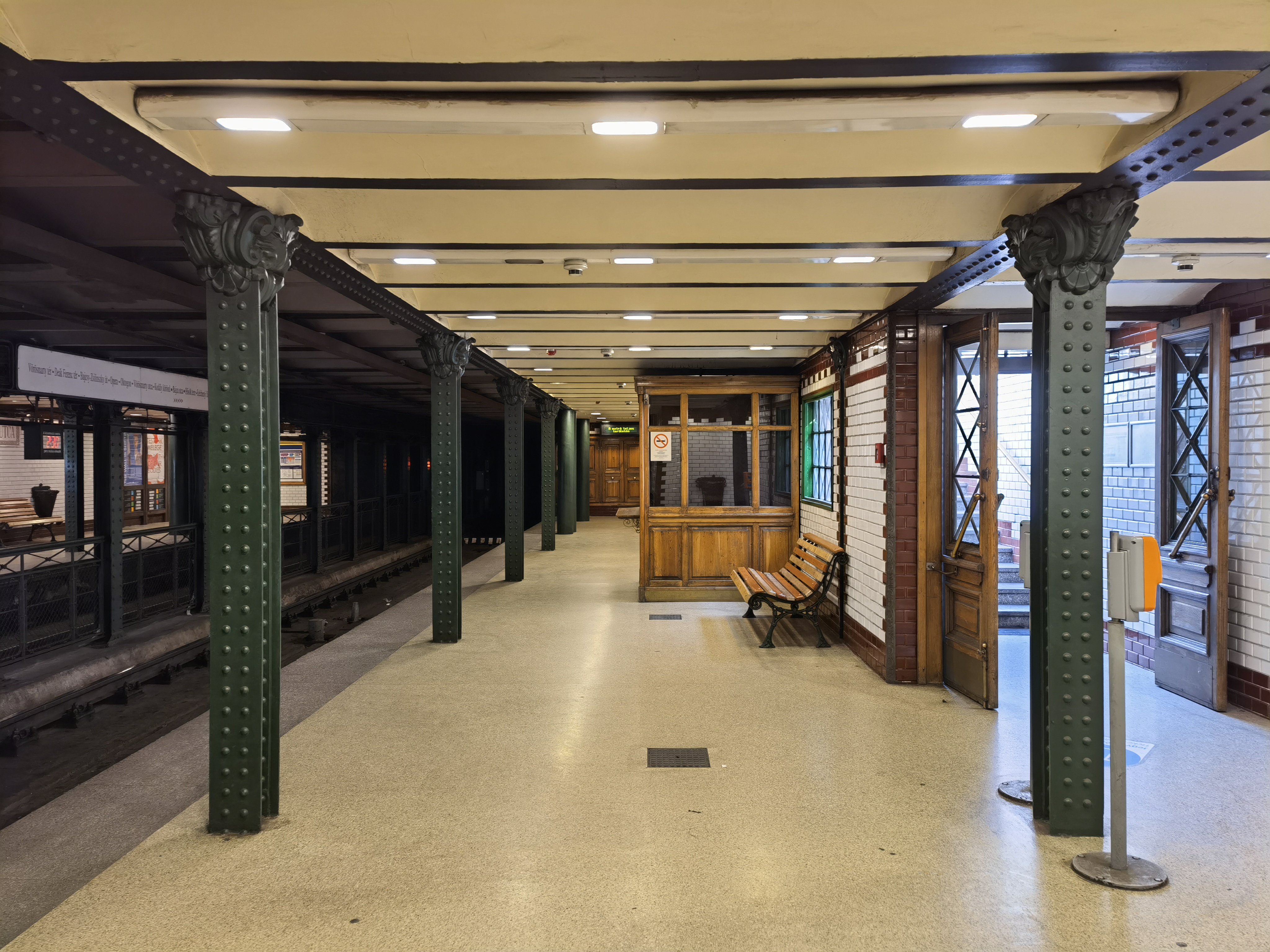
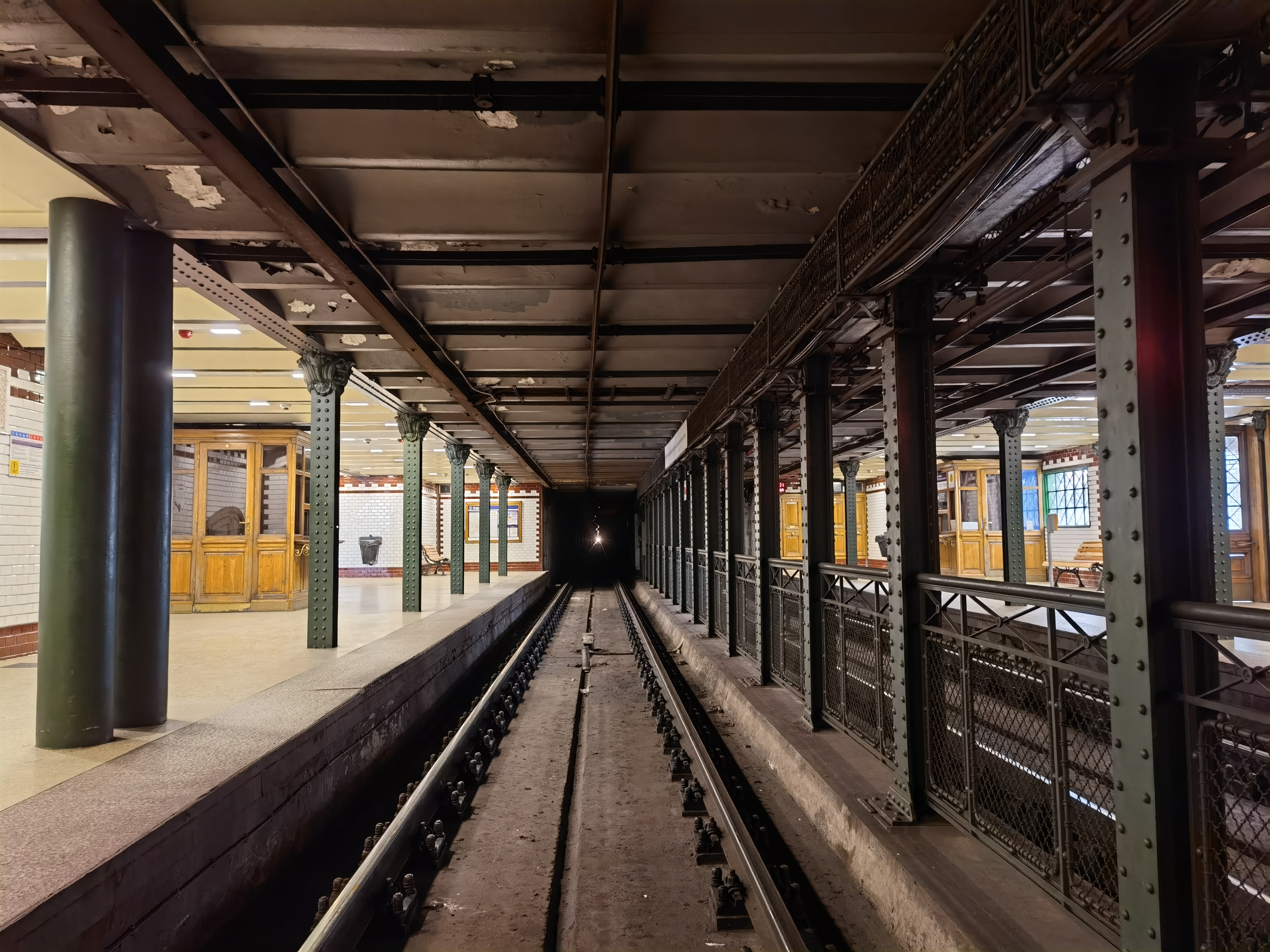
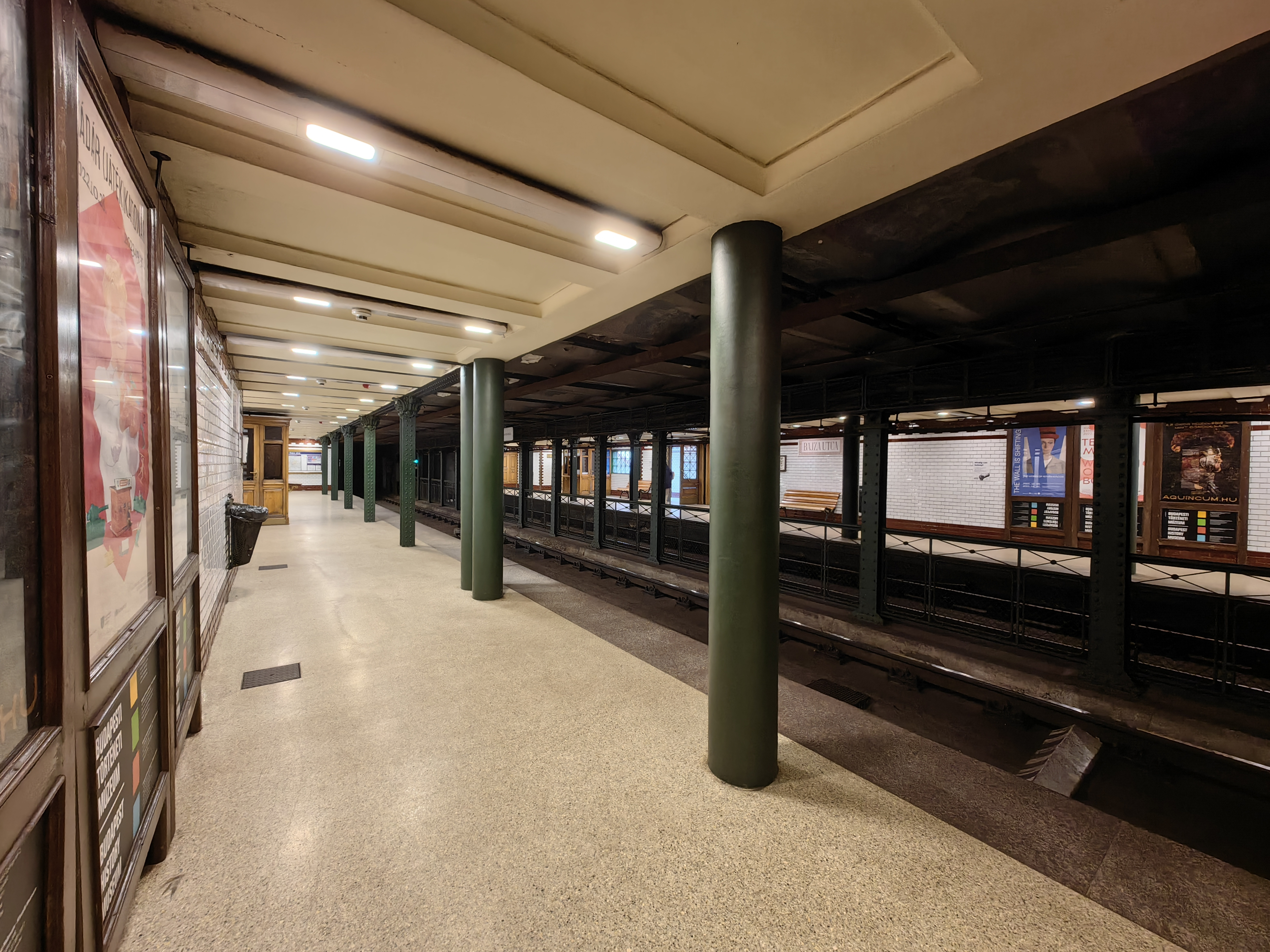